# Puissance équivalente de bruit
La puissance équivalente de bruit (NEP pour noise-equivalent power) est une mesure de la sensibilité d'un photodétecteur ou d'un système de détection. Elle est définie comme étant la puissance donnant un rapport signal sur bruit (SNR) de un pour une bande passante de sortie d'un hertz. Une bande passante de sortie est l'équivalent d'une demi-seconde en termes de temps d'intégration
L'unité du NEP est le watt par racine de hertz ({\displaystyle \mathrm {W} /{\sqrt {\mathrm {Hz} }}}). Le NEP est égal à la densité spectrale de bruit (exprimée en {\displaystyle \mathrm {A} /{\sqrt {\mathrm {Hz} }}} ou {\displaystyle \mathrm {V} /{\sqrt {\mathrm {Hz} }}}) divisée par la responsivité (exprimée en {\displaystyle \mathrm {A} /\mathrm {W} } ou {\displaystyle \mathrm {V} /\mathrm {W} }, respectivement).
Une plus petite NEP correspond à un détecteur plus sensible. Par exemple, un détecteur avec une NEP de {\displaystyle 10^{-12}\mathrm {W} /{\sqrt {\mathrm {Hz} }}} peut détecter un signal d'une puissance d'un picowatt avec un rapport signal sur bruit de un après un temps de moyenne d'une demi-seconde. Le SNR s'améliore comme la racine du temps d'intégration, ainsi dans cet exemple, le SNR peut être amélioré 10 fois pour un temps de moyenne de 50 secondes.
Si la NEP réfère à la puissance de signal absorbée par le détecteur, on l'appelle NEP électrique. Si au contraire, on parle en termes de puissance de signal incidente sur le système de détection, on parle de NEP optique. La NEP optique est égale à la NEP électrique, divisée par l'efficacité du couplage optique du système de détection.